# Ministère de la Justice (république démocratique du Congo)
 (mai 2024).
Pour les articles homonymes, voir Ministère de la Justice.
Le ministère de la Justice de la république démocratique du Congo est le ministère responsable pour l'administration de la justice.

## Missions
- Suivi de l’exécution de la politique judiciaire du Gouvernement par les cours et tribunaux et les parquets y rattachés ;
- Contrôle des activités judiciaires ;
- Surveillance générale sur le personnel judiciaire ;
- Suivi des réformes;
- Questions relatives à la nationalité ;
- Notariat ;
- Séquestres d’intérêt général ;
- Police des cimetières ;
- Cultes, Associations sans but lucratif (ASBL) et Établissements d'utilité publique, Régime pénitentiaire, libération conditionnelle ;
- Recours en grâce ;
- Conservation des copies des textes légaux et réglementaires, des Traités ou Accords Internationaux, Protocoles d’accords et arrangements signés au nom de l'État ;
- Conservation des spécimens des sceaux de la République ;
- Défense des intérêts de l'État devant les juridictions nationales, étrangères et internationales ;
- Gestion de la Commission de censure des chansons et spectacles en collaboration avec les Ministères ayant les médias ainsi que la culture et les arts dans leurs attributions ;
- Gestion des Services spécialisés : Commission Permanente de Réforme du droit Congolais, Commission de gestion des biens saisis et confisqués (COGEBISCO), Service de Documentation et Etudes, Inspectorat Général des Services Judiciaires et Pénitentiaires, Commission Nationale OHADA, Guichet unique de création d’entreprise.
- Exercice des prérogatives conférées par la Loi notamment : la loi organique no 13/011-B du 11 avril 2013 portant organisation, fonctionnement et compétences des juridictions de l’ordre judiciaire ; la loi organique no 06/020 du 10 octobre 2006 portant statut des magistrats ; les codes pénal, civil et commercial, de procédure pénale et procédure civile ; la loi no 09-001 du 10 janvier 2009 portant protection de l'enfant ; la loi organique no 16/027 du 15 octobre 2016 portant organisation, compétences et fonctionnement des juridictions de l'ordre administratif.

## Organisation
Le Ministère de la Justice compte un effectif de 7.214 personnes réparties dans les différentes structures:
- Secrétariat Général
- Services Généraux
- Direction des Études et Planification
- Direction des Cultes et Associations
- Direction des Chancellerie et Ordres nationaux
- Direction des Services Pénitentiaires
- Direction des Contentieux et Documentation
- Direction des Productions Pénitentiaires
- Direction de la Délinquance
- Direction des Nouvelles Technologies de l'Information et de la Communication
- Services Judiciaires
- Brigade Anti-fraude
- Commission de Censure
- Cellule chargée de la lutte contre l'impunité
- Cellule de gestion des Projets et des Marchés Publics
- Guichet Unique de Création d'Entreprise
- Commission OHADA
- École de Formation